# Мюсиг
Мюсиг (фр. Mussig) — коммуна на северо-востоке Франции в регионе Гранд-Эст (бывший Эльзас — Шампань — Арденны — Лотарингия), департамент Нижний Рейн, округ Селеста-Эрстен, кантон Селеста. До марта 2015 года коммуна административно входила в состав упразднённого кантона Маркольсайм (округ Селеста-Эрстен).

## Географическое положение

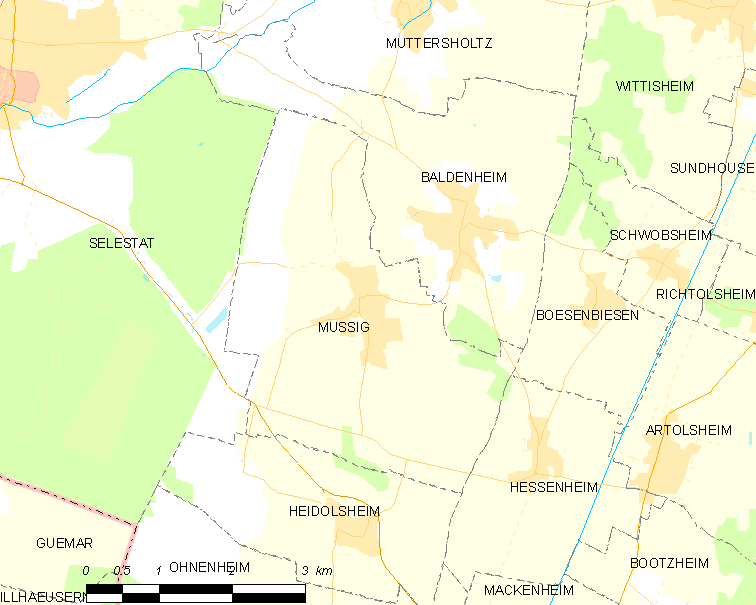
На карте

Коммуна расположена на расстоянии около 390 км на восток от Парижа и в 45 км юго-западнее Страсбура.
Площадь коммуны — 11,73 км², население — 1088 человек (2006) с тенденцией к росту: 1165 человек (2013), плотность населения — 99,3 чел/км².

## Население
Население коммуны в 2011 году составляло 1149 человек, в 2012 году — 1156 человек, а в 2013-м — 1165 человек.
| 1962 | 1968 | 1975 | 1982 | 1990 | 1999 | 2006 | 2008 | 2011 | 2012 | 2013 |
| ---- | ---- | ---- | ---- | ---- | ---- | ---- | ---- | ---- | ---- | ---- |
| 832  | 840  | 882  | 937  | 1014 | 1084 | 1088 | 1156 | 1149 | 1156 | 1165 |

Динамика населения:

## Экономика
В 2010 году из 771 человек трудоспособного возраста (от 15 до 64 лет) 582 были экономически активными, 189 — неактивными (показатель активности 75,5 %, в 1999 году — 70,8 %). Из 582 активных трудоспособных жителей работали 550 человек (293 мужчины и 257 женщин), 32 числились безработными (11 мужчин и 21 женщина). Среди 189 трудоспособных неактивных граждан 68 были учениками либо студентами, 79 — пенсионерами, а ещё 42 — были неактивны в силу других причин.

## Достопримечательности (фотогалерея)

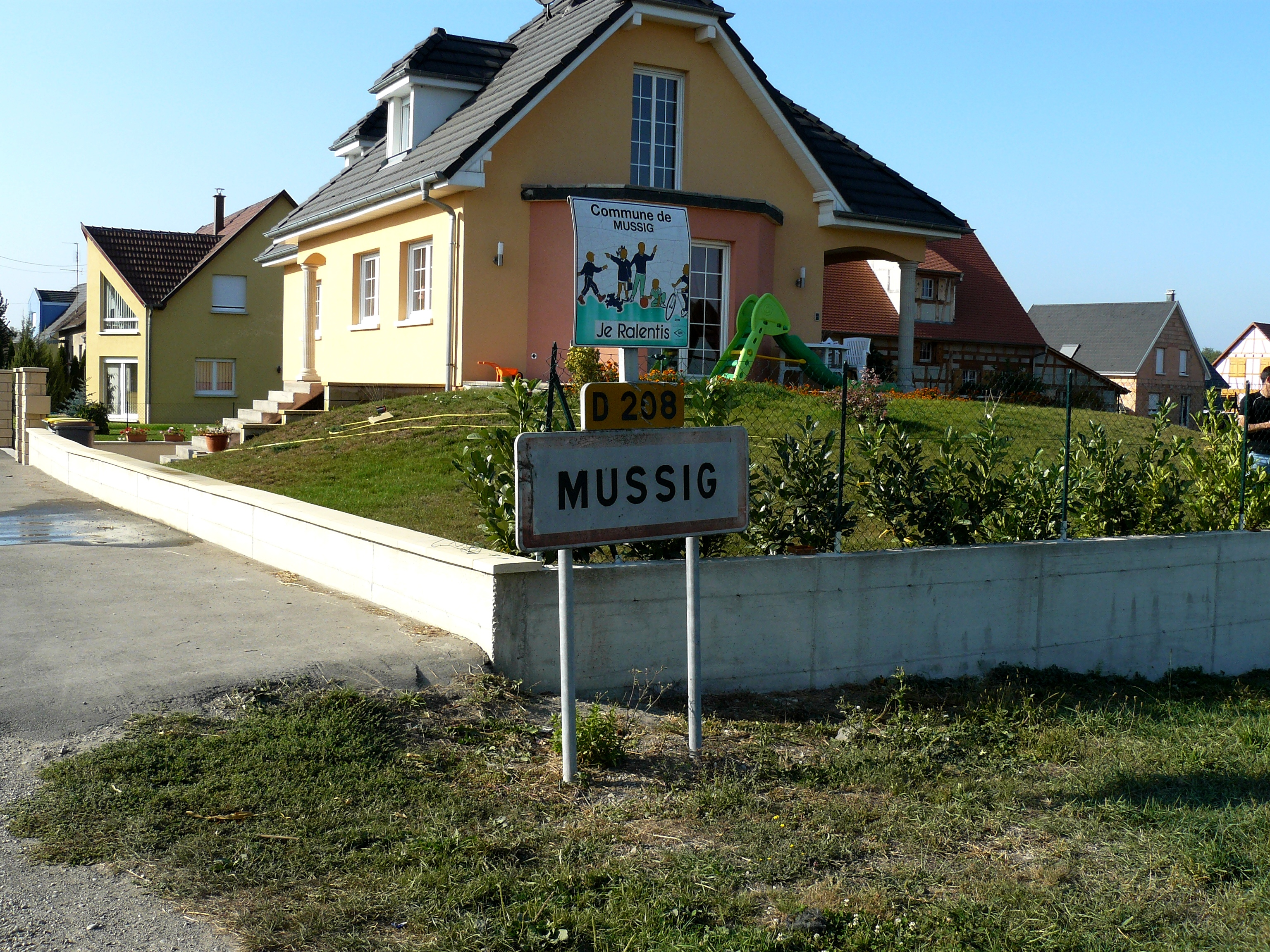
На въезде
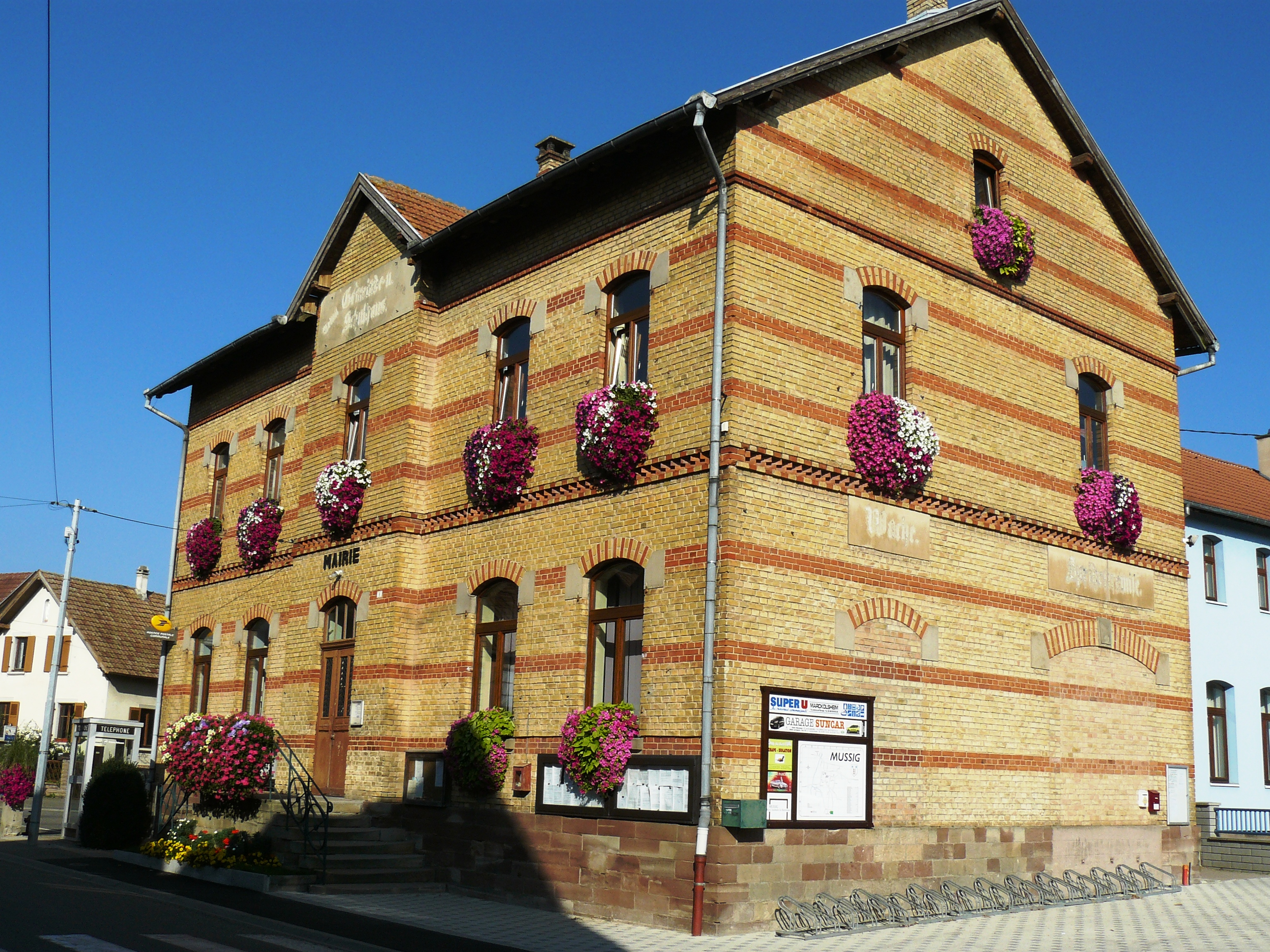
Здание мэрии
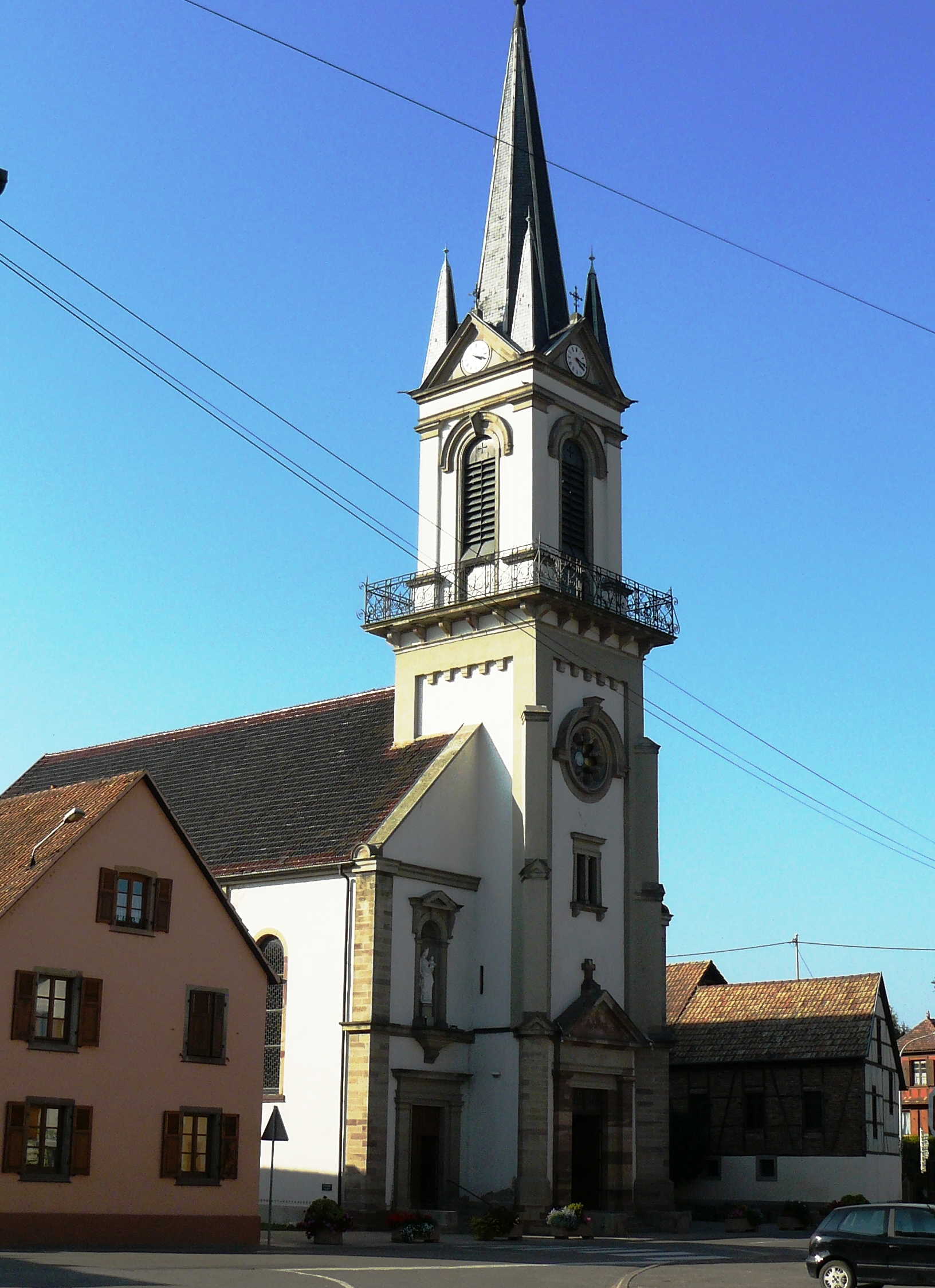
Католическая церковь святого Освальда
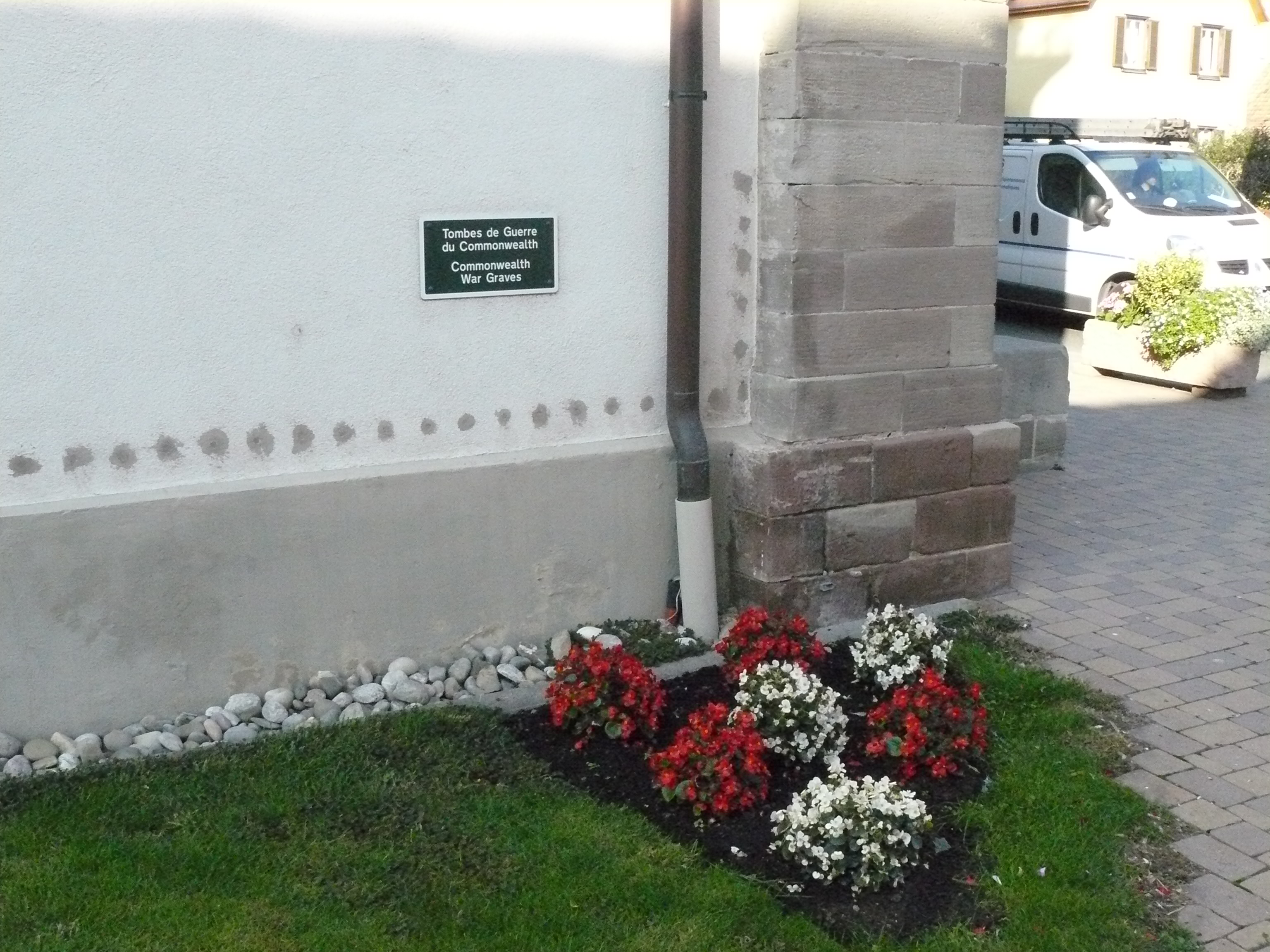
Могилы войны солдат Содружества, павших в Эльзасе